# A nagy mágusok kulisszatitkai
A nagy mágusok kulisszatitkai (angolul: Breaking the Magician's Code: Magic's Biggest Secrets Finally Revealed) egy televíziós műsor, mely gyakorlatilag az összes jelentős bűvésztrükköt és illúziót leleplezi és azok magyarázatát, megoldását mutatja be. 
A műsor főszereplője az álarcos mágus, azaz Val Valentino és asszisztensei, de gyakran szerepelt a műsorban a mágus dublőre is.
A műsor forgatása egy elhagyatott amerikai raktárépületben zajlott. A sorozat első évadját, mely 4 részből állt, 1997 és 1998 között láthatta az amerikai közönség a Fox-n, majd később a Sky és ITV csatorna is leadta. Magyarországon ezt a szériát legelőször az RTL Klub tűzte műsorára a 2000-es évek elején.
Egy 2002-es különkiadás után a MyNetworkTV 2008-ban mutatta be a műsor legújabb 13 epizódos szériáját. Az új évad hazánkban 2009. szeptember 27-én debütált a Cool TV-n, majd a Prizma TV-n láthatták a nézők, jelenleg pedig a RTL+ ismétli. A magyar változatot a Szinkron System készítette, a hazai narrátor Jakab Csaba és Orosz István volt.